# Morti nel 1974/Febbraio
| Questa pagina contiene informazioni ricavate automaticamente dalle voci biografiche con l'ausilio del template Bio e di un bot. L'aggiornamento è periodico e automatico e ricostruisce completamente la pagina. Se manca una persona in questa lista, sei pregato di non aggiungerla, ma accertati piuttosto che la sua voce biografica contenga il template Bio e che i dati anagrafici siano correttamente compilati. Se il template Bio manca, inseriscilo tu stesso o, in alternativa, metti l'avviso {{tmp\|Bio}} che ne segnala la mancanza. Se i dati riportati sono sbagliati, correggi direttamente la voce biografica; le modifiche saranno visibili in questa lista entro pochi giorni. Per chiarimenti vedi il progetto biografie. La lista contiene solo le 97 persone che sono citate nell'enciclopedia e per le quali è stato implementato correttamente il template Bio. Pagina aggiornata al 3 mar 2024. |

- 1º febbraio - Ewart Horsfall, canottiere britannico (n. 1891)
- 2 febbraio - Jean Absil, compositore belga (n. 1893)
- 2 febbraio - Marieluise Fleißer, commediografa tedesca (n. 1901)
- 2 febbraio - Imre Lakatos, filosofo ungherese (n. 1922)
- 2 febbraio - Mauro Pellicioli, restauratore e pittore italiano (n. 1887)
- 3 febbraio - Filippo Addis, scrittore e critico letterario italiano (n. 1884)
- 3 febbraio - Charlotte Bühler, psicologa tedesca (n. 1893)
- 3 febbraio - Domenico Taccone, ingegnere e dirigente d'azienda italiano (n. 1890)
- 3 febbraio - Juan de Orduña, attore e regista cinematografico spagnolo (n. 1900)
- 4 febbraio - Mihail Andricu, compositore rumeno (n. 1894)
- 4 febbraio - Satyendranath Bose, fisico indiano (n. 1894)
- 4 febbraio - Ozaki Kihachi, poeta giapponese (n. 1892)
- 4 febbraio - Alfredo Montori, pittore, scenografo e architetto italiano (n. 1893)
- 4 febbraio - Charles Mason Remey, architetto statunitense (n. 1874)
- 4 febbraio - Liliana Ronchetti, cestista italiana (n. 1927)
- 5 febbraio - Mestre Bimba, artista marziale brasiliano (n. 1899)
- 5 febbraio - Giorgio Fenoaltea, politico italiano (n. 1902)
- 5 febbraio - Dan Edward Garvey, politico statunitense (n. 1886)
- 5 febbraio - Lydia Sokolova, ballerina britannica (n. 1896)
- 7 febbraio - Cesare Carlo Baronio, presbitero italiano (n. 1887)
- 7 febbraio - Wawrzyniec Cyl, calciatore polacco (n. 1900)
- 7 febbraio - Arline Judge, attrice statunitense (n. 1912)
- 7 febbraio - Marcello Lucini, giornalista e scrittore italiano (n. 1920)
- 8 febbraio - Fern Andra, attrice, regista e sceneggiatrice statunitense (n. 1893)
- 8 febbraio - Pietro Bazan, calciatore e allenatore di calcio italiano (n. 1915)
- 8 febbraio - Franco Caprioli, fumettista e pittore italiano (n. 1912)
- 8 febbraio - Fritz Zwicky, astronomo svizzero (n. 1898)
- 9 febbraio - Arnošt Kreuz, calciatore cecoslovacco (n. 1912)
- 9 febbraio - Henrik Samuel Nyberg, iranista e arabista svedese (n. 1889)
- 9 febbraio - Rigoletto Trezzi, calciatore, arbitro di calcio e dirigente sportivo italiano (n. 1890)
- 11 febbraio - Hilda Gadea, economista peruviana (n. 1921)
- 11 febbraio - Alfred Keller, generale tedesco (n. 1882)
- 11 febbraio - Anna Q. Nilsson, attrice svedese (n. 1888)
- 11 febbraio - Vladimir Ivanovič Smirnov, matematico e statistico russo (n. 1887)
- 11 febbraio - Alfhild Stormoen, attrice norvegese (n. 1883)
- 12 febbraio - Carlo Dragone, presbitero e scrittore italiano (n. 1911)
- 12 febbraio - Gladys Feldman, attrice e ballerina statunitense (n. 1886)
- 12 febbraio - Marta Minerbi Ottolenghi, docente e scrittrice italiana (n. 1895)
- 13 febbraio - Adolf Arndt, politico tedesco (n. 1904)
- 13 febbraio - Mario Fabiani, politico italiano (n. 1912)
- 13 febbraio - Petar Lubarda, pittore jugoslavo (n. 1907)
- 13 febbraio - Charles-Edmond Perrin, medievista francese (n. 1887)
- 13 febbraio - Giulio Turchi, politico italiano (n. 1902)
- 14 febbraio - Francesco Arcangeli, storico dell'arte, poeta e critico letterario italiano (n. 1915)
- 14 febbraio - Edmondo Martin, calciatore italiano (n. 1904)
- 14 febbraio - Linda Helene Penzel, imprenditrice tedesca (n. 1895)
- 14 febbraio - Arthur Suhle, numismatico tedesco (n. 1898)
- 15 febbraio - Kurt Atterberg, compositore, direttore d'orchestra e critico musicale svedese (n. 1887)
- 15 febbraio - Marcel Dangles, calciatore francese (n. 1899)
- 15 febbraio - Frederick McCarthy, pistard canadese (n. 1881)
- 15 febbraio - Conel Hugh O'Donel Alexander, crittografo e scacchista irlandese (n. 1909)
- 15 febbraio - George W. Snedecor, matematico e statistico statunitense (n. 1881)
- 15 febbraio - Cyrille Van Hauwaert, ciclista su strada e pistard belga (n. 1883)
- 16 febbraio - Enif Angiolini, attrice teatrale e scrittrice italiana (n. 1886)
- 16 febbraio - Grace Bolen, pianista e compositrice statunitense (n. 1884)
- 16 febbraio - John Garand, ingegnere e militare canadese (n. 1888)
- 16 febbraio - Angelo Tarchi, politico italiano (n. 1897)
- 16 febbraio - Lew Wyld, pistard britannico (n. 1905)
- 17 febbraio - Jack Cole, ballerino, coreografo e direttore teatrale statunitense (n. 1911)
- 17 febbraio - Rafael Garza Gutiérrez, allenatore di calcio e calciatore messicano (n. 1896)
- 18 febbraio - Giuseppe Cattaneo della Volta, politico italiano (n. 1886)
- 18 febbraio - Manuel A. Odría, generale e politico peruviano (n. 1897)
- 18 febbraio - Angelo Tonini, lunghista, altista e calciatore italiano (n. 1889)
- 18 febbraio - Jack Tornek, attore bielorusso (n. 1887)
- 18 febbraio - Bernard Voorhoof, calciatore belga (n. 1910)
- 19 febbraio - Louis Mesenkop, tecnico del suono statunitense (n. 1903)
- 19 febbraio - Hermine Stindt, nuotatrice tedesca (n. 1888)
- 20 febbraio - János Biri, calciatore e allenatore di calcio ungherese (n. 1901)
- 20 febbraio - Matilde Hidalgo, medico, poetessa e attivista ecuadoriana (n. 1889)
- 20 febbraio - George Mastrovich, ginnasta e multiplista statunitense (n. 1886)
- 21 febbraio - Tim Horton, hockeista su ghiaccio e imprenditore canadese (n. 1930)
- 22 febbraio - Álvaro de Aguilar, diplomatico spagnolo (n. 1892)
- 22 febbraio - Samuel Byck, criminale statunitense (n. 1930)
- 22 febbraio - Gaetano Carolei, militare italiano (n. 1896)
- 23 febbraio - George Van Biesbroeck, astronomo belga (n. 1880)
- 23 febbraio - Hans Bernd Gisevius, funzionario tedesco (n. 1904)
- 23 febbraio - Aarne Reini, lottatore finlandese (n. 1906)
- 23 febbraio - Florence Rice, attrice statunitense (n. 1907)
- 23 febbraio - Antoine Rouches, calciatore francese (n. 1893)
- 23 febbraio - Harry Ruby, compositore statunitense (n. 1895)
- 24 febbraio - Margaret Leech, storica e scrittrice statunitense (n. 1893)
- 24 febbraio - Robert Adolf Stemmle, regista, sceneggiatore e attore tedesco (n. 1903)
- 24 febbraio - Joseph Striker, attore statunitense (n. 1898)
- 25 febbraio - Frode Bjerkholt, calciatore norvegese (n. 1894)
- 25 febbraio - Francesco Paolo Bontate, mafioso italiano (n. 1914)
- 25 febbraio - Lothar Mendes, regista, sceneggiatore e attore inglese (n. 1894)
- 25 febbraio - Goffredo Nannini, politico italiano (n. 1917)
- 26 febbraio - Ignacio Agustí Peypoch, scrittore e giornalista spagnolo (n. 1913)
- 26 febbraio - Hendrika Johanna van Leeuwen, fisica olandese (n. 1887)
- 26 febbraio - Pietro Omodei Zorini, avvocato e calciatore italiano (n. 1893)
- 26 febbraio - René de Possel, matematico francese (n. 1905)
- 26 febbraio - Walter Stauffer, imprenditore e mecenate svizzero (n. 1887)
- 27 febbraio - Nina Georgievna Romanova, principessa russa (n. 1901)
- 27 febbraio - Raffaele Aurini, bibliotecario, storico e bibliografo italiano (n. 1910)
- 28 febbraio - Oreste Bonomelli, giornalista e politico italiano (n. 1888)
- 28 febbraio - Eliodoro Coccoli, pittore e decoratore italiano (n. 1880)
- 28 febbraio - Russell Harlan, direttore della fotografia statunitense (n. 1903)